# Волынское Полесье
Волынское Полесье (пол. Polesie Wołyńskie, укр. Волинське Полісся) — западная часть Припятской низменности, расположенная на севере правобережной части Украины и с запада на восток вытянувшаяся полосой, ширина которой изменяется от 60 до 120 км. На юге низменность граничит с Волыно-Подольской и Приднепровской возвышенностями. Эта граница на западе проходит по линии Владимир-Волынский — Луцк — Ровно.
Волынское Полесье расположено в западной части зоны смешанных лесов в междуречье Буга и Случи. Занимает большую часть Волынской и юго-восточную часть Ровненской областей.
Отличительной особенностью Волынского Полесья является значительная лесистость — леса (представленные дубово-грабовыми и сосново-дубовыми группировками) и кустарники занимают здесь около 40 % территории. Поймы лугово-болотного ландшафта занимают около 10 %.